# 一個好人
《一個好人》（英語：Mr. Nice Guy）是動作巨星成龍於1997年主演的電影，於1997年農曆新年上映，屬賀歲電影。導演為成龍長期老拍檔洪金寶。此片全程於澳洲花園城市墨爾本取景，所動用的演員班底除成龍及李婷宜外均為澳洲人。
此片上映時雖正值電影市道開始不景氣，其票房成績仍相當理想，達4千5百萬港元，為歷來港產片票房排行榜第九位。
本片在1998年香港電影金像獎中只獲得1項提名，為「最佳動作設計」（成家班、曹榮），但最終落敗給神偷諜影。

## 劇情
積奇是澳洲墨爾本電視烹飪節目主持。一次在記者戴安娜偷拍了一宗毒品交易，迫使黑幫首領下令追殺戴安娜。積奇出面救了戴安娜，但也因此而捲入黑幫追殺戰之中......

## 演員
| 演員       | 角色      | 備註           | 粵語配音 |
| 成龍       | Jackie    | 節目主持人     | 陳欣     |
| 李婷宜     | Miki      | Jackie 女友    |          |
| 李察羅頓   | Giancarlo | 黑幫首領       | 楊捷康   |
| 高比莉莉   | Diana     | 記者           | 沈小蘭   |
| 卡倫麥玲曼 | Lakeisha  | Jackie 助理    |          |
| 文斯波萊托 | Romeo     | 警隊反毒組探員 | 張炳強   |
| 洪金寶     | 客串      | 單車手         | 林保全   |
| 周華健     | 客串      | 雪糕車司機     | 高翰文   |

## 獎項
| 頒獎典禮             | 獎項         | 名單            | 結果 |
| -------------------- | ------------ | --------------- | ---- |
| 第34屆金馬獎         | 最佳動作指導 | 成家班, 曹榮    | 獲獎 |
| 第34屆金馬獎         | 最佳剪輯     | 張耀宗 , 邱志偉 | 提名 |
| 第17屆香港電影金像獎 | 最佳動作設計 | 成家班、曹榮    | 提名 |

## 外部連結
- 香港影庫上《一個好人》的資料（繁體中文）
- 開眼電影網上《一個好人》的資料（繁體中文）
- 豆瓣电影上《一個好人》的資料 （简体中文）
- 时光网上《一個好人》的資料（简体中文）
- AllMovie上《一個好人》的资料（英文）
- 爛番茄上《一個好人》的資料（英文）
- 互联网电影数据库（IMDb）上《一個好人》的资料（英文）
- 互联网电影数据库（IMDb）上《The Making of Jackie Chan's 'Mr. Nice Guy'》的资料（英文）